# الصالح صلاح الدين صالح
الصالح صلاح الدين صالح بن الناصر محمد بن قلاوون تولى عرش مصر في الفترة من 1351 - 1354) كسلطان للدولة المملوكية

## خلفية تاريخية
هو الابن الثامن من أبناء الناصر محمد بن قلاوون ، وقد حكم مصر بعد أخيه الناصر بدر الدين أبو المعالي الحسن بن الناصر محمد الذي تولى العرش من بعده لفترة حكم ثانية.